# 2015년 8월 죽음
다음은 2015년 8월에 사망한 저명한 인물 목록이다.
- 8월 4일 - 대한민국의 전 국회의원 박상천
- 8월 6일 - 대한민국의 동양화가 천경자
- 8월 7일 - 대한민국의 무용가 이매방
- 8월 14일 - 대한민국의 전 기업인 이맹희
- 8월 25일 - 대한민국의 배우 김상순
- 8월 30일 - 미국의 영화감독 웨스 크레이븐
- 8월 31일 - 대한민국의 개그맨 남성남